# British Rail Class 460
British Rail Class 460 "Juniper" – typ elektrycznych zespołów trakcyjnych wyprodukowanych w roku 2000 przez koncern Alstom. Model ten należy do rodziny pociągów Juniper, obejmującej również składy typu British Rail Class 334 i British Rail Class 458. Dotychczas dostarczono 8 zestawów tej klasy. Wszystkie są eksploatowane na trasie łączącej lotnisko Gatwick z centrum Londynu. Operatorem tego połączenia jest aktualnie firma Southern.